# Les Folies
Les Folies étaient une très grande fête qui se célébrait jadis à Dunkerque en été.
Cette fête est depuis longtemps disparue. 
Par ses aspects costumés, notamment en sauvages, en travesti, par la présence du géant emblématique, elle paraît préfigurer l'actuel célèbre et très grand Carnaval de Dunkerque.

## Description des Folies
Elles se célébraient à Dunkerque, le 24 juin, jour de la Saint-Jean, et elles attiraient un tel concours, que souvent les curieux, ne pouvant trouver place dans aucune maison de la ville, étaient obligés de coucher dans les rues. 
La solennité commençait par une grande messe, célébrée à l'église paroissiale, et, après la messe, la procession se mettait en marche, la police du cortège étant faite par des hommes habillés en diables. À la tête de la procession étaient les confréries de Sainte-Barbe, Saint-Sébastien et Saint-Georges. Les confrères de Sainte-Barbe étaient vêtus d'un habit rouge, avec parements et culotte noirs, et portaient des flambeaux ; ceux de Saint-Sébastien portaient un habit et une culotte rouges avec parements et veste jaunes, et tenaient aussi des flambeaux; enfin, les confrères de Saint Georges avaient l'habit et la culotte d'écarlate, les parements et la veste de moire blanche, avec des boutons d'or, ils portaient l'épée nue, et l'un d'eux, tenant l'étendard de Saint-Georges, faisait consister son adresse à passer et repasser cet étendard sous le ventre de son cheval pendant qu'il excitait celui-ci à caracoler. Venaient ensuite les différents ordres religieux; puis les bannières de la paroisse, au nombre de neuf et très riches, lesquelles précédaient le saint Sacrement porté sous un dais en moire blanche, à bâtons d'argent, enrichis de pierres précieuses. Ce dais et le cierge étaient suivis des fonctionnaires publics et entourés de cent grenadiers les armes hautes. Lorsque la procession était rentrée, les Folies commençaient. 
En avant des chars, marchaient des hommes habillés en blanc et armés de très longues perches garnies de fleurs. Le premier char, attelé de huit chevaux élégamment caparaçonnés et chargé de musiciens, représentait les Joies de Dunkerque. Sur le deuxième char, était placé un jeune homme décoré de tous les attributs du dauphin de France ; au pied de son trône se trouvaient une douzaine de courtisans, environnés de musiciens et en avant du char, marchaient vingt-quatre jeunes gens enfermés jusqu'à mi-corps dans des dauphins en carton ; ils étaient armés de lances et joutaient ensemble. Le troisième char dit Char de la Reine, portait une jolie fille superbement vêtue et placée sur une estrade au pied de laquelle les gens de sa cour exécutaient des danses. Le Char du Roi était disposé de la même manière. Un autre char, nommé le Paradis, était fermé par des banderoles blanches, mêlées de rouge et de bleu en dedans lesquelles formaient des bancs où se trouvaient assis soixante à quatre-vingts jeunes gens, habillés de blanc, qui mariaient leurs voix aux sons des instruments, Un char, décoré de branchages, était rempli de sauvages, vêtus d'une toile couleur de chair, sur laquelle on avait appliqué des feuilles d'arbres; et ces sauvages étaient armés de seringues avec lesquelles ils aspergeaient les curieux. Enfin, le char appelé l'Enfer apparaissait : il était de forme ronde et garni tout autour d'hommes habillés en diables ; puis, à la partie la plus élevée, était un foyer que ces diables attisaient et dont ils faisaient jaillir des flammes. 
En avant de ce char, se démenait un homme habillé en femme, qu'on appelait Proserpine ; il était armé de deux bouquets, l'un très beau et très odoriférant, l'autre rempli d'épingles et d'épines ; et l'adresse de ce personnage consistait à présenter à quelqu'un le joli bouquet, et à lui substituer l'épineux au moment où l'on s'approchait pour le sentir. Derrière le même char, marchait un homme seul, costumé aussi en diable, portant pour couronne une espèce de réchaud, et tenant un croc en guise de sceptre ; après lui venaient douze pages ; coiffés de bonnets d'une telle hauteur qu'elle les faisait ressembler à des nains puis le géant d'osier, haut de six mètres et que l'on appelait papa Reuze, lequel géant était vêtu de bleu avec des galons d'or. Il était porté par douze hommes qui le faisaient mouvoir et danser et avait dans sa poche un enfant qui criait sans cesse papa ! papa ! tout en mangeant des gâteaux que le public lui jetait. Douze gardes, armés de pertuisanes, fermaient le cortège.